# Tirallet
El tirallet o extractor de llet materna és un estri utilitzat per extreure llet materna sobrant.

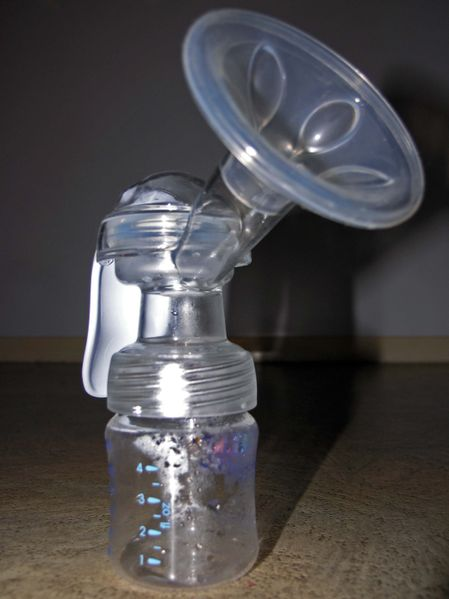
Tirallet amb bomba manual

Habitualment es compòn d'un embut, d'un dipòsit i d'una bomba de succió. N'hi ha de diferents tipus depenent del funcionament de la bomba de succió. N'hi ha de manuals en què la força de succió es fa amb una palanca i d'altres amb una bomba elèctrica.
S'utilitza quan al nadó li costi agafar el pit per falta de força, la mare produeix més llet de la que el nen pren, evitant la mastitis o per tenir llet materna en períodes en què la mare no pugui donar-li el pit al nen, ja sigui per incorporació al mercat laboral o per prendre algun medicament no compatible amb la lactància.
L'extracció és adequada quan es té una sensació de tenir excés de llet, o la mare no pot estar present sempre durant la lactància, i així i vol seguir amb la lactància materna. En alguns casos, la llet es dona per a les mares que no produeixen suficient llet per als seus nadons. La llet es pot congelar a -20 °C i conservar per un període de fins a sis mesos. A temperatura ambient (19-22 °C), la llet es pot conservar unes deu hores i en nevera de dos a quatre dies. La llet descongelada no s'ha de tornar a congelar de nou. «El camí de la llet des que una mare se l'extreu, passant pel transport i la conservació i fins que arriba a un nadó prematur, és un procés molt delicat. Els canvis de temperatura, els temps de conservació, i el mateix procés de pasteurització a què se sotmet la llet abans d'arribar al nadó prematur, podrien afectar la llet si no es fessin amb la màxima cura.»